# St. Pelagius (Rottweil)

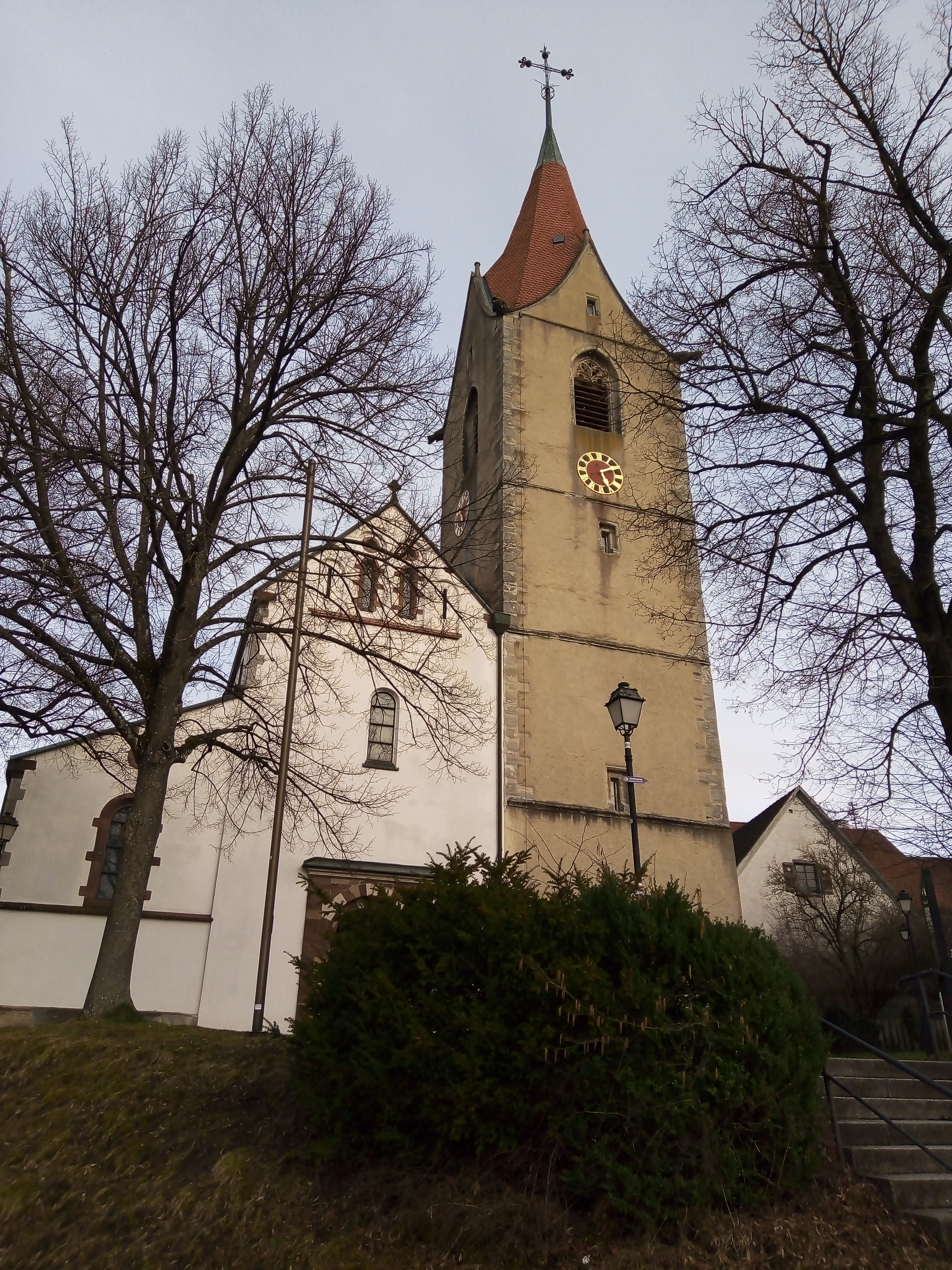
St. Pelagius, Westansicht

St. Pelagius ist eine römisch-katholische Pfarrkirche in der Rottweiler Altstadt, im baden-württembergischen Landkreis Rottweil. Sie gehört zur Kirchengemeinde Sankt Pelagius Rottweil-Altstadt in der Seelsorgeeinheit ABBA der Diözese Rottenburg-Stuttgart. Die Kirche steht unter Denkmalschutz. Sie ist dem Heiligen Pelagius geweiht und gilt als älteste Kirche der Stadt Rottweil.

## Geschichte und Architektur

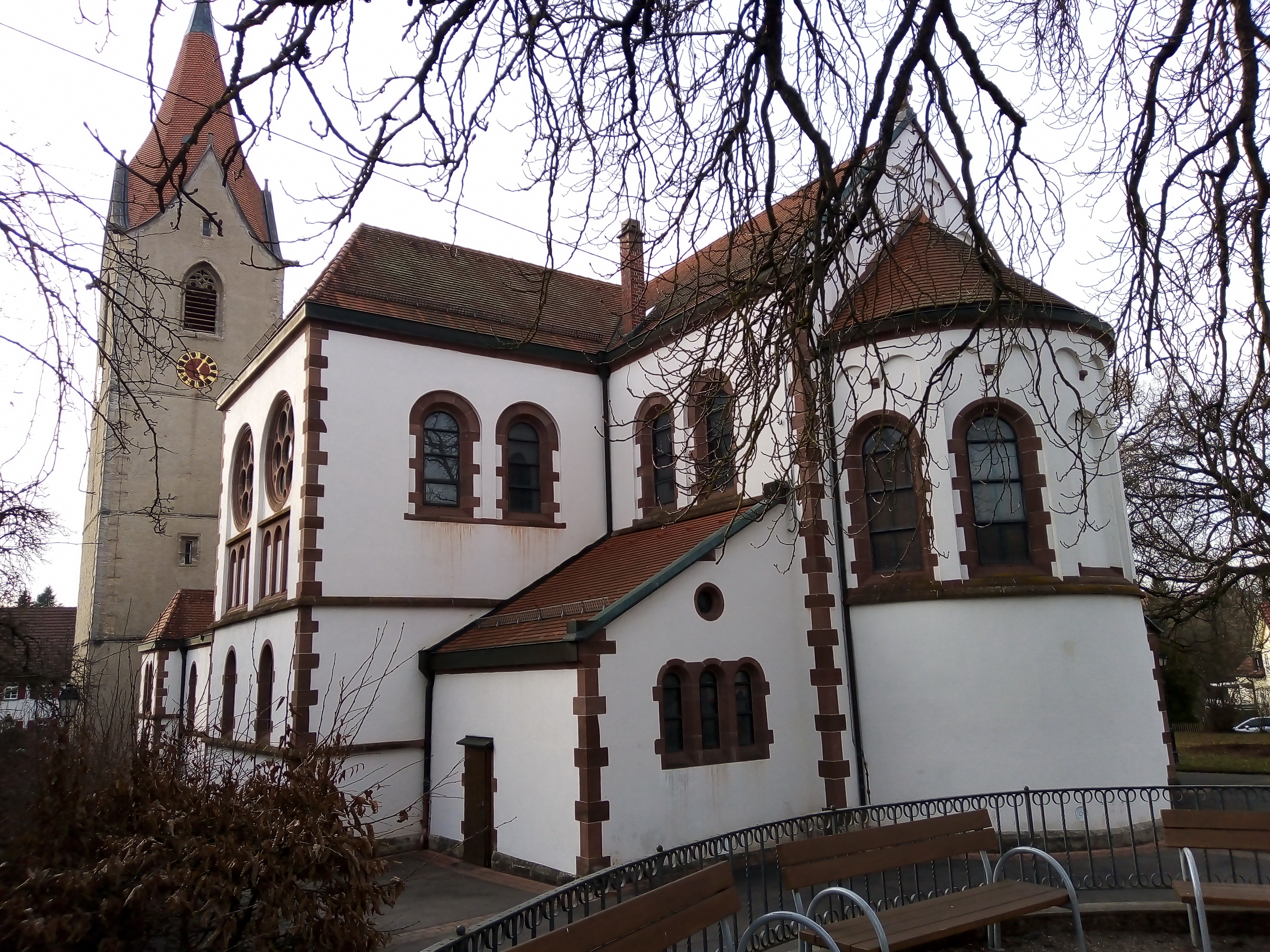
Langhaus, Ostansicht

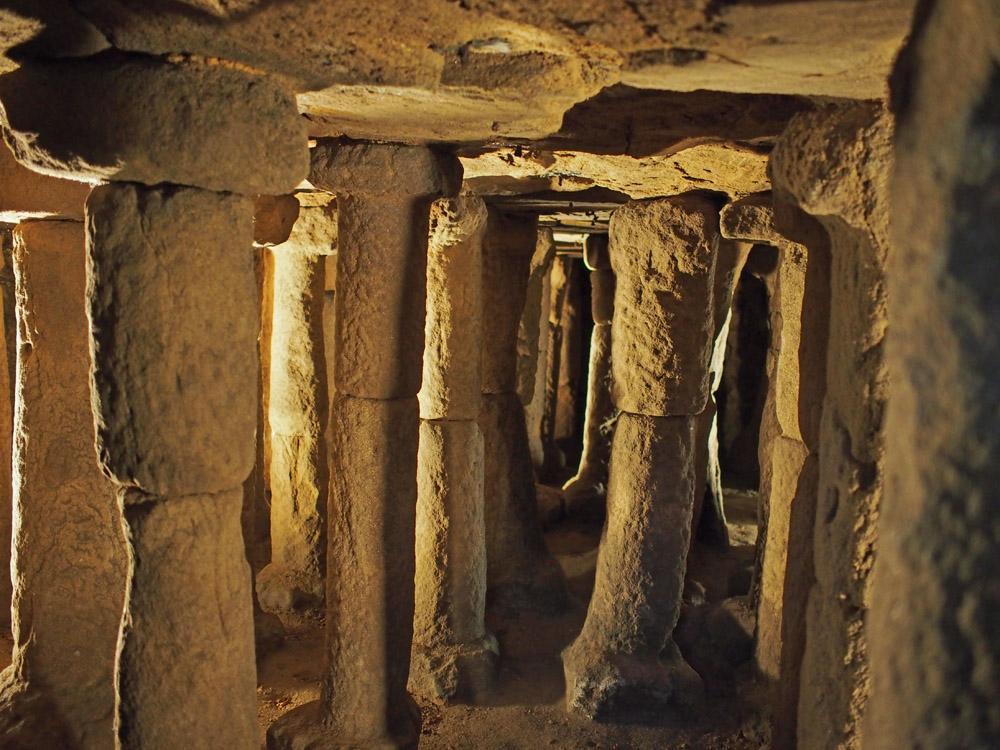
Hypocaustum unter der Kirche

Ein Vorgängerbau konnte bisher archäologisch noch nicht nachgewiesen werden, wird aber vermutet. Der heutige Kirchenbau ruht auf den Ruinen eines römischen Bades. Das Hypokaustum des Bades ist heute noch erhalten. Der heutige Kirchenbau stammt aus der Zeit zwischen 1050 und 1080 und wurde als romanische Pfeilerbasilika errichtet. Die erste urkundliche Erwähnung stammt aus dem Jahr 1264. Ursprünglich hatte die Kirche zwei Osttürme, die 1445 bei einem Brand während der Belagerung durch Johann von Rechberg zerstört wurden und daraufhin durch einen spätgotischen Westturm ersetzt wurden.
Der viergeschossige Turm hat einen quadratischen Grundriss und ein Spitzdach mit allseitigen Dreiecksgiebeln. Das dreischiffige Langhaus mit erhöhtem Mittelschiff wird durch Rundbogenpfeiler gegliedert. Im Osten wird es von einem Querhaus mit gleicher Höhe durchdrungen. Der Chor ist eingezogen mit halbrunder Apsis.
Im 18. Jahrhundert durch Urban Faulhaber barockisiert wurde die Kirche um 1900 von Josef Cades in spätromanischem Stil umgebaut. Bei dieser Maßnahme wurde das Schiff nach Osten erweitert und die Seitenschiffe verbreitert. Auch die römische Badeanlage und das im Dominikanermuseum ausgestellte Labrum wurden im Rahmen dieser Baumaßnahme entdeckt. Im Kirchhof steht heute eine Nachbildung des römischen Wasserbeckens. 1963 erfolgte eine Renovierung. Anfang der 1980er Jahre wurde die Kirche innen und Ende der 1990er Jahre außen erneut renoviert. Die Ausmalung entstand im 20. Jahrhundert und stammt von August Blepp, das Chorbild von Franz Friedrich.

## Ausstattung

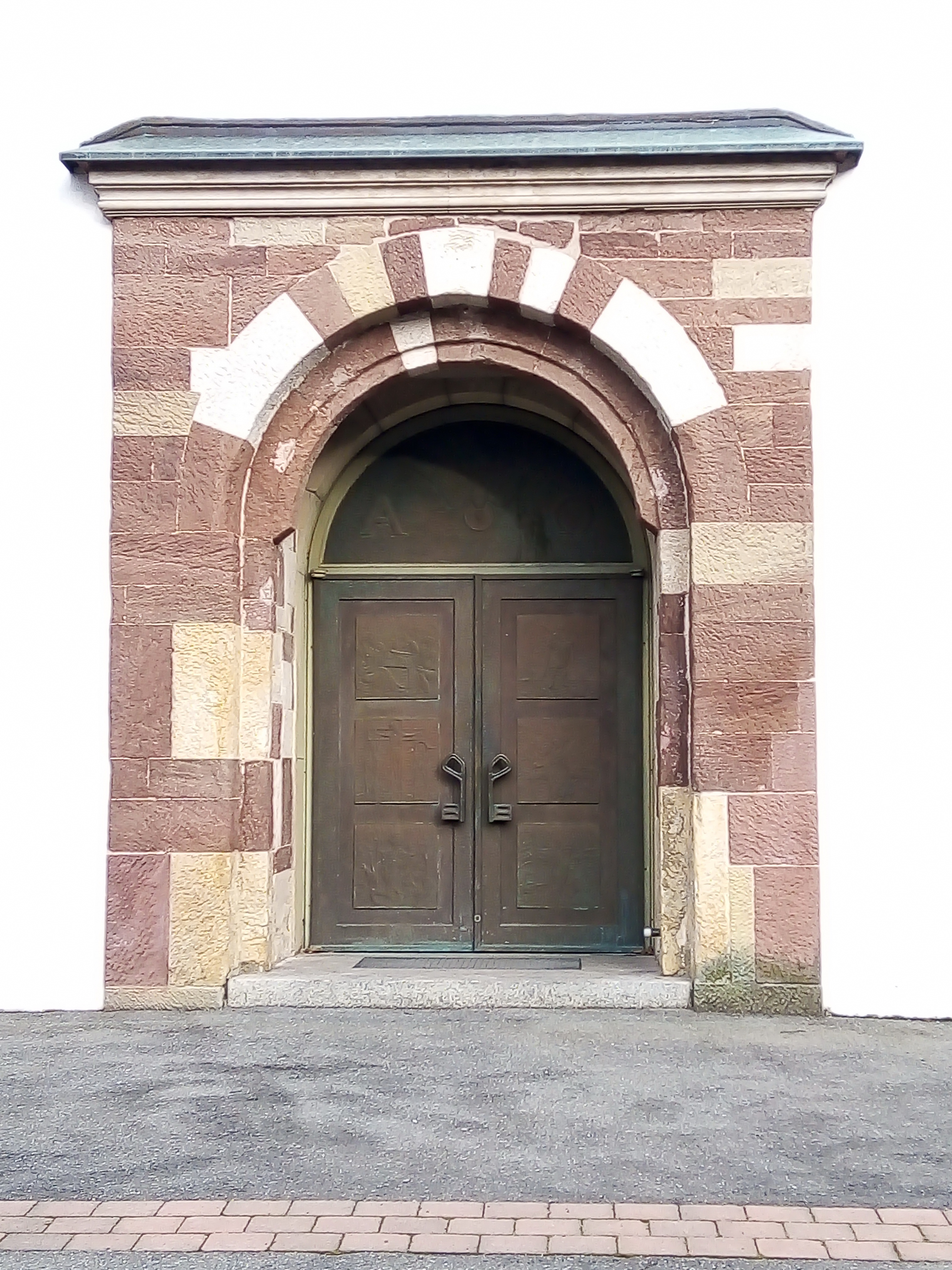
Westportal

- gotische Pietà (Mitte 14. Jahrhundert)[4]
- barockes Kruzifix
- römischer Brunnen
- Hochaltar (um 1950)

## Glocken
Im Turm der Pelagiuskirche hängen sieben Glocken.
| Nr. | Name               | Ø (mm) | Masse (kg) | Nominal (HT-1/16) | Gussjahr | Glockengießer                                 |
| 1   | Christkönig        |        | 2778       | h0                | 1962     | Glockengießerei Bachert, Heilbronn            |
| 2   | Maria              |        | 1615       | d1                | 1962     | Glockengießerei Bachert, Heilbronn            |
| 3   | Josef              |        | 1142       | e1                | 1962     | Glockengießerei Bachert, Heilbronn            |
| 4   | Pelagius           |        | 828        | fis1              | 1746     | Rudolf Schalch und Johann Ulrich, Schafhausen |
| 5   | Silvester          |        | 458        | a1                | 1962     | Glockengießerei Bachert, Heilbronn            |
| 6   | Michael            |        | 246        | h1                | 1725     | Meinrad Grieninger, Villingen                 |
| 7   | Alte 11-Uhr-Glocke |        | 420        | a1                | 1625     | Rudolf Reblin, Villingen                      |